# Gábor Delneky
Gábor Delneky, född 29 maj 1932 i Budapest, död 26 oktober 2008 i Orlando i Florida, var en ungersk fäktare.
Delneky blev olympisk guldmedaljör i sabel vid sommarspelen 1960 i Rom.